# Bastelica (fromage)
Pour les articles homonymes, voir Bastelica (homonymie).
Le Bastelica (appellation corse Bastilicacciu) est un fromage à pâte molle à croûte naturelle fabriqué par les producteurs corses dans l'aire de production de Bastelica et de Bocognano, à partir de lait cru de brebis exclusivement issu de leurs troupeaux.
Limitée à certaines zones basses des vallées de la Gravona et du Prunelli, la production du Bastelica est exclusivement fermière : il est fabriqué par les bergers. Compte tenu de la période de fabrication limitée à l'hiver, la faible production est vendue à la ferme ou sur le marché d'Ajaccio.
Des producteurs de Bastelica concourent chaque année à la Foire du Fromage (A Fiera di U Casgiu) de Venaco.